# サソリモドキ
サソリモドキ（蠍擬、サソリモドキ類）は、鋏角亜門・クモガタ綱のサソリモドキ目（Thelyphonida）に属する節足動物の総称。頑強な触肢と鞭のような尾をもつ捕食者であり、強烈な匂いをもつ酸性の噴出物で自衛をすることが知られる。「サソリ」の名が付くが、ヤイトムシ・ウデムシ・クモに近縁であり、サソリとは別系統である。

## 呼称
目名「Thelyphonida」はギリシャ語で「女（θῆλυς, thelys）殺し（φόνος, phonos）」の意がある。異名「Uropygi」はギリシャ語の「οὐροπύγιον」（ouropugion）に由来し、そのうち「οὐρά」 (oura) は「尾」・「πυγή」 (pyge) は「尻」を意味する。これは本群の尾節が鞭のような尾となっていることに因んでいる。この学名は、サソリモドキ目がヤイトムシ類をも含んだ時期に用いられたものである。ヤイトムシ類が独立の目として区別される以降でも、この学名を従来通りにサソリモドキ目の学名とする文献もあるが、混乱を招きやすいため、サソリモドキ目の学名を「Thelyphonida」へ改名し、「Uropygi」をサソリモドキ目とヤイトムシ目を含んだ上位分類（有鞭類）の学名とみなす用法が後に採用される（有鞭類#定義の変遷も参照）。
総称「サソリモドキ」は、かつては日本産の種（サソリモドキ Typopeltis stimpsonii）の和名として使われたこともあるが、後にそれらは後述のように2種が含まれていたことが分かって、それぞれ別個の和名（アマミサソリモドキ、タイワンサソリモドキ）で呼ばれるようになっている。鞭蠍（むちさそり）、尻尾虫（しりおむし）、酢虫（すむし）ともいう。英名「whip scorpion」および「vinegaroon」からムチサソリ、ビネガロンとも呼ばれる。

## 形態

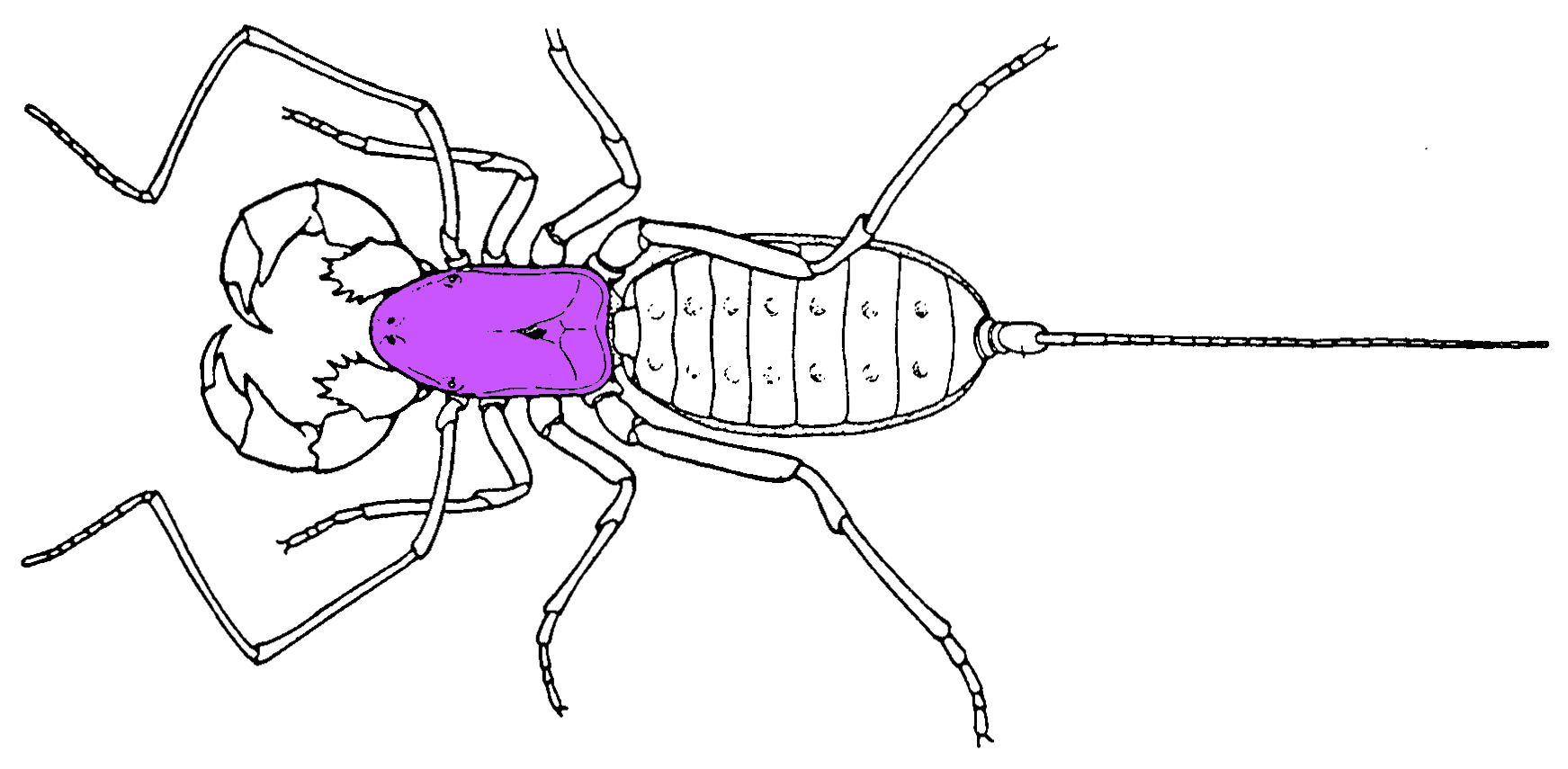
サソリモドキの模式図、紫色は背甲を示す
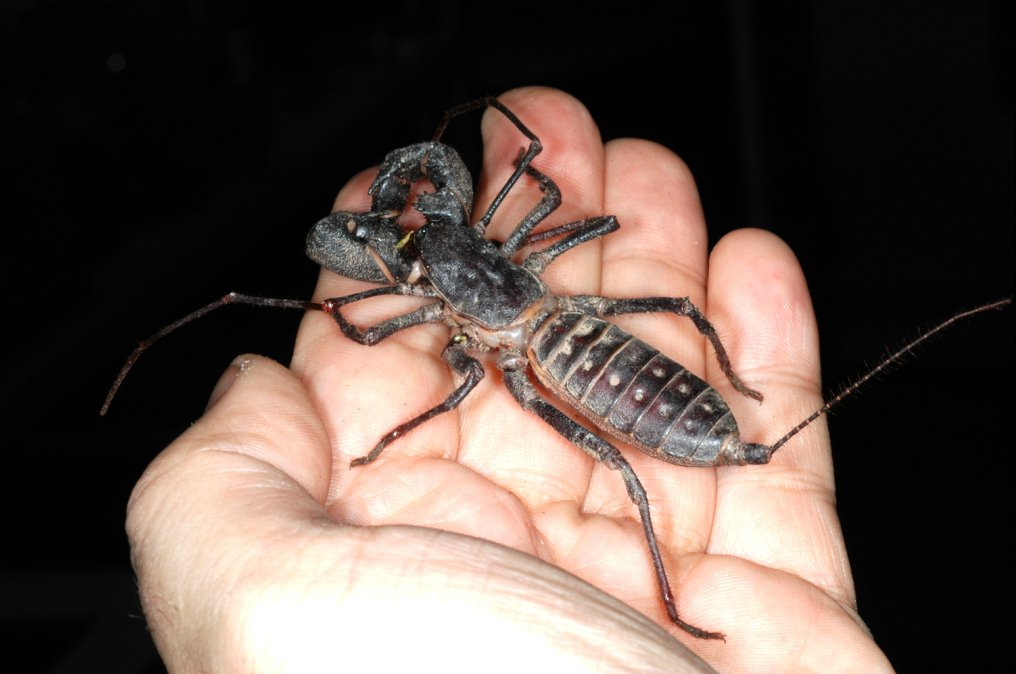
ジャイアントビネガロンとして知られる Mastigoproctus giganteus

全身はほぼ黒褐色の外骨格をもつ。名前の通りサソリのようなフォームを持つが、サソリとは系統的に近縁ではなく、細部の多くの特徴が近縁であるヤイトムシやウデムシと似通っている。前体（頭胸部）と後体（腹部）は偏平で縦長く、その間は少しくびれる。後体の後端には細い紐状の尾節があり、「whip scorpion」（ムチサソリ）という名の由来となる。全長は 25–85 mm程度、陸生節足動物にしては中大型。中にMastigoproctus 属が最大である。
性的二形は、生殖口蓋と生殖肢の形状以外に、雄の触肢は雌より発達し、雌の第1脚に特殊な突起を持つ例がある。

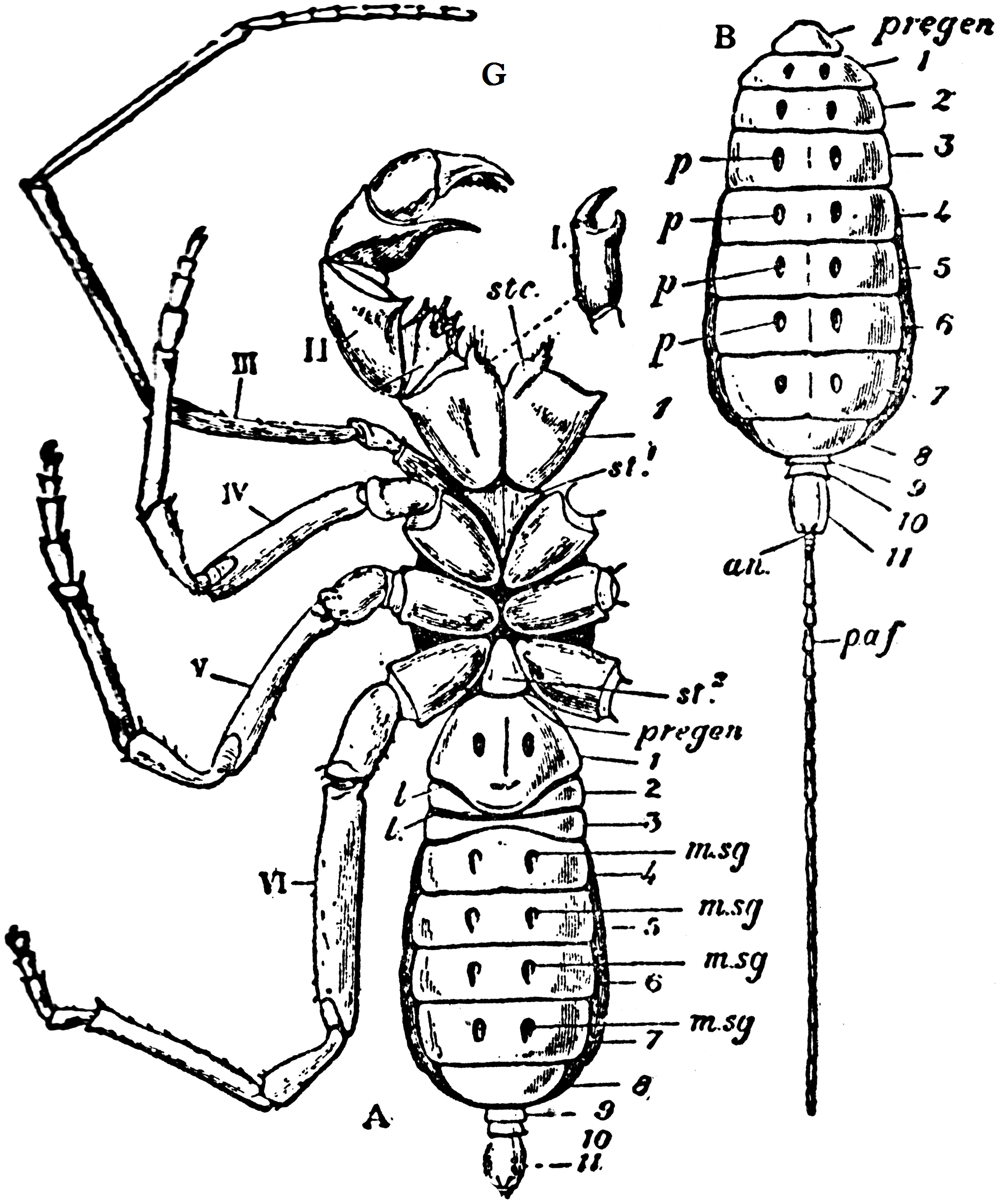
Thelyphonus 属の形態模式図
A：全身、腹側（尾節除く）
B：後体、背側
I：鋏角
II：触肢
III：（感覚用の）第1脚
IV-VI：（歩行用の）第2-4脚
st：（前体と後体第1節の）腹板
pregen：後体第1節
2-11：後体第2-12節
l：気門
p、m.sg：後体の内突起
paf：尾節（鞭状体）

### 前体

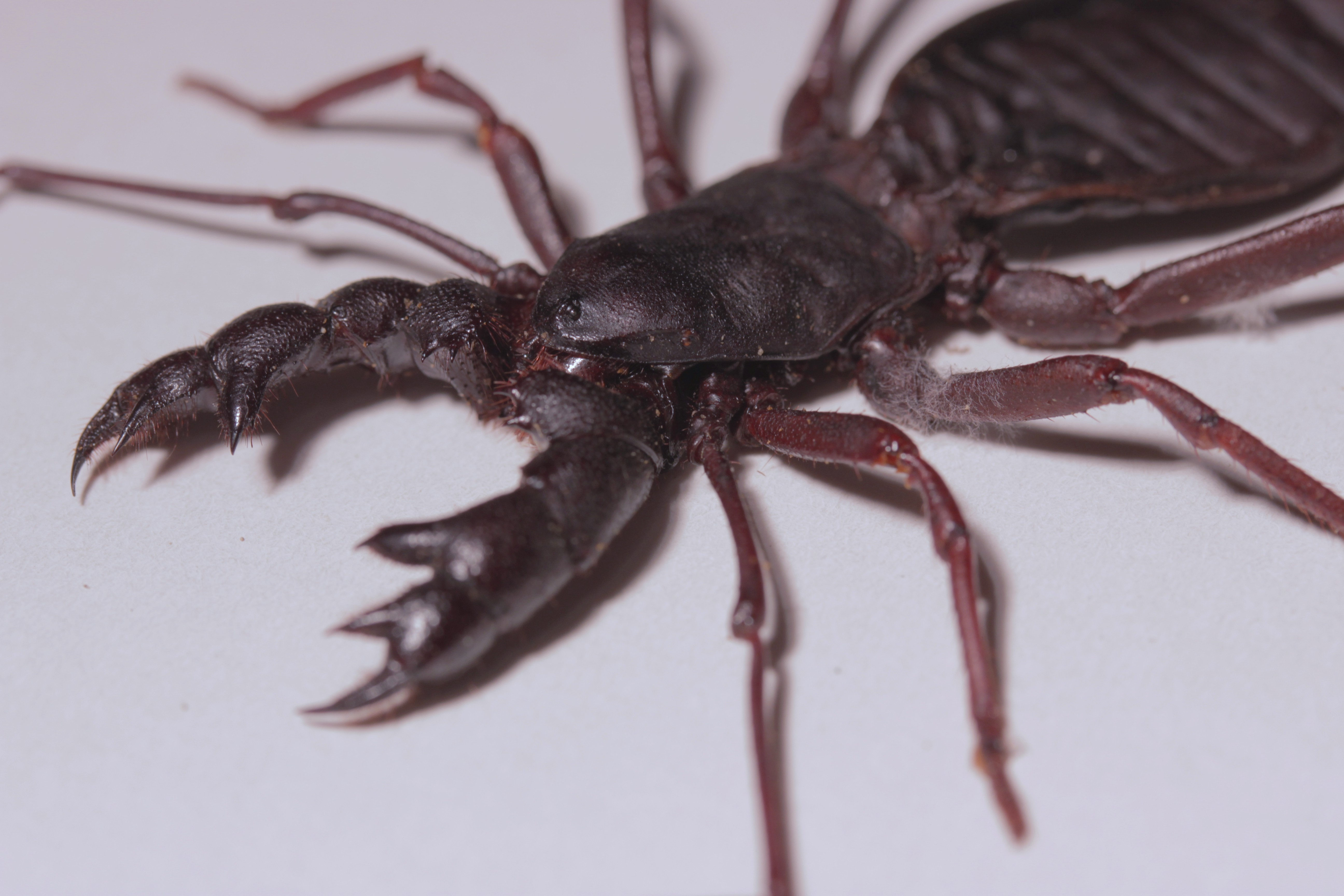
サソリモドキの1種の前体
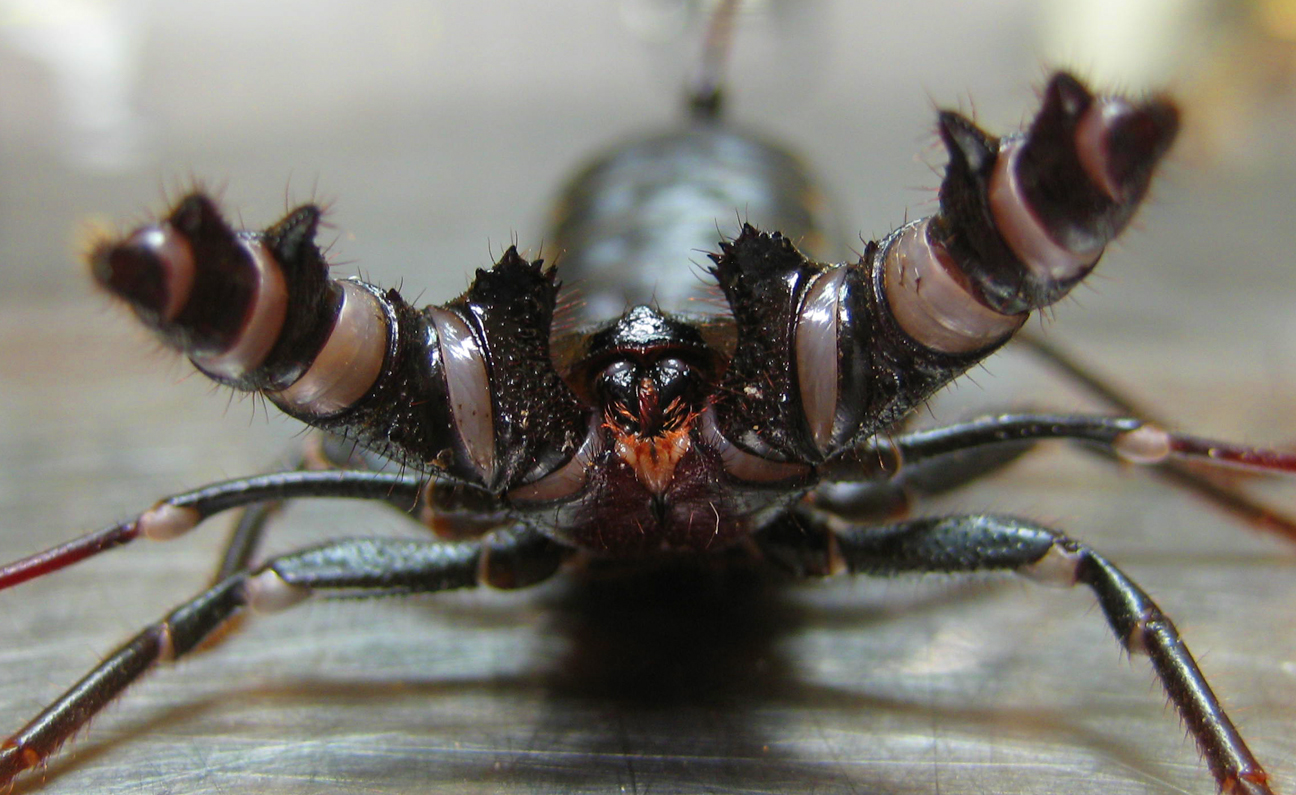
威嚇中のサソリモドキの1種。触肢を張り出し、中心は小さな鋏角が潜んでいる。
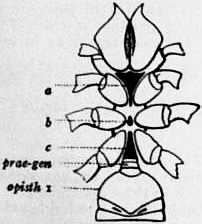
前体の腹板（aとbのみ。cは後体第1節の腹板である）

前体（頭胸部）は1枚の背甲に覆われており、単眼はその前方に1対の中眼と両側に集約した数対の側眼を含む。側眼は一見では3対だが、実際には5対で、そのうち2対は非常に小さく目立てない。他のクモガタ類と同様、ここには鋏角1対・触肢1対・歩脚4対という計6対の付属肢（関節肢）をもつ。腹側の正中線には分節した三角形の腹板がある。
鋏角は鋏状に近い折りたたみナイフ状で、ごく小さく目立たない。触肢は太く発達し、基節（第1肢節）は左右癒合する。先端の脛節と跗節（第5-6肢節）が鋏状になる他、直前の膝節もよく発達した突起をもち、転節（第2肢節）の背側に歯車の様な突起があり、併せて触肢全体が捕脚状となる。この触肢は獲物を捕獲するほか巣穴を掘るなどの用途に用い、普段は頭胸部の前に曲げた状態で、握りこぶしを口元に寄せたようにも見える。第1脚は細長く、歩行に使わず、昆虫の触角のような感覚器官として用いられる。他の3対の脚は歩行用で、後方ほど長くなり、先端の跗節（第7肢節）は3つの跗小節に分かれる。

### 後体

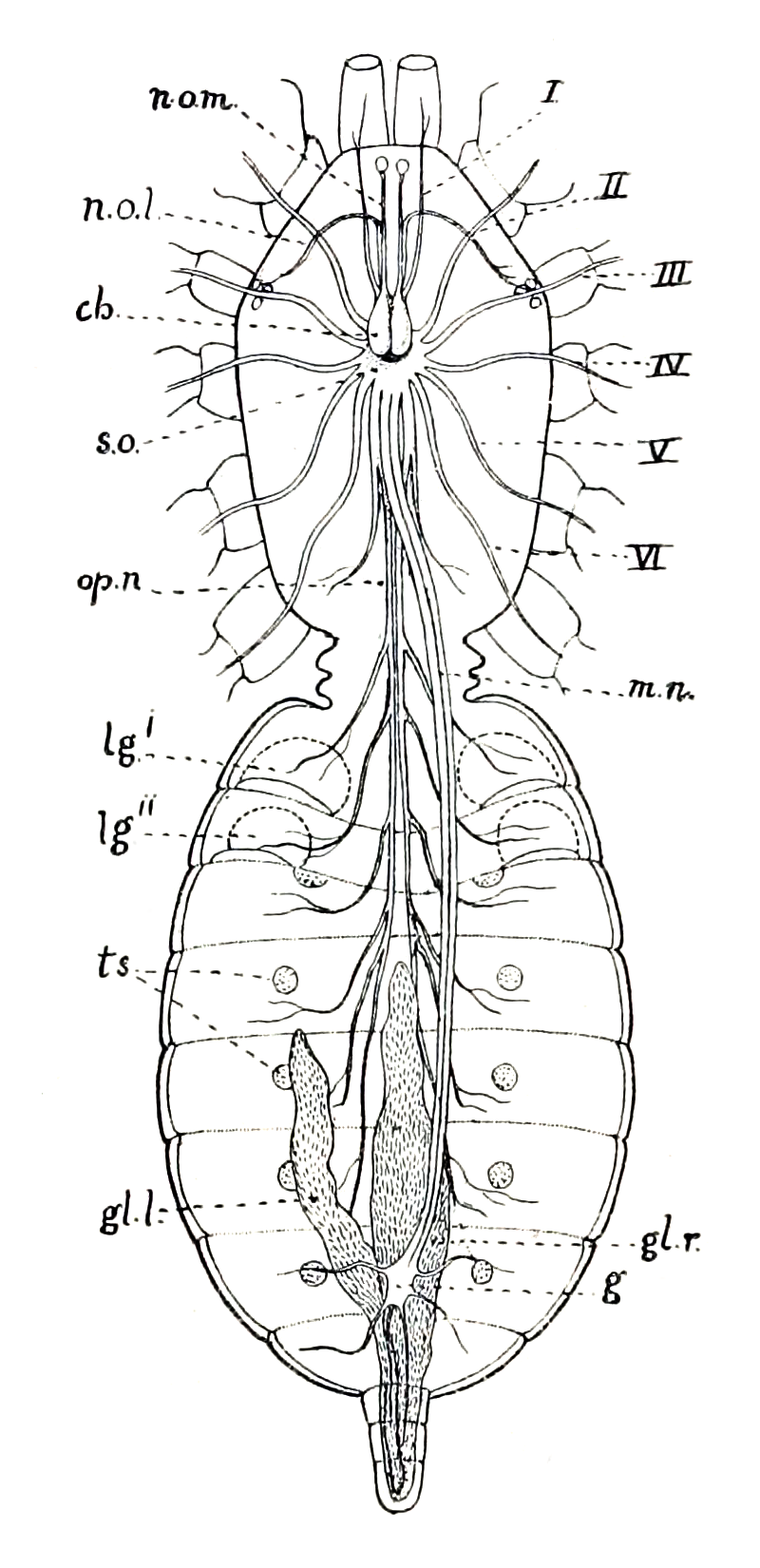
Mastigoproctus giganteus の後体の分泌腺（gl.r., gl.l.）

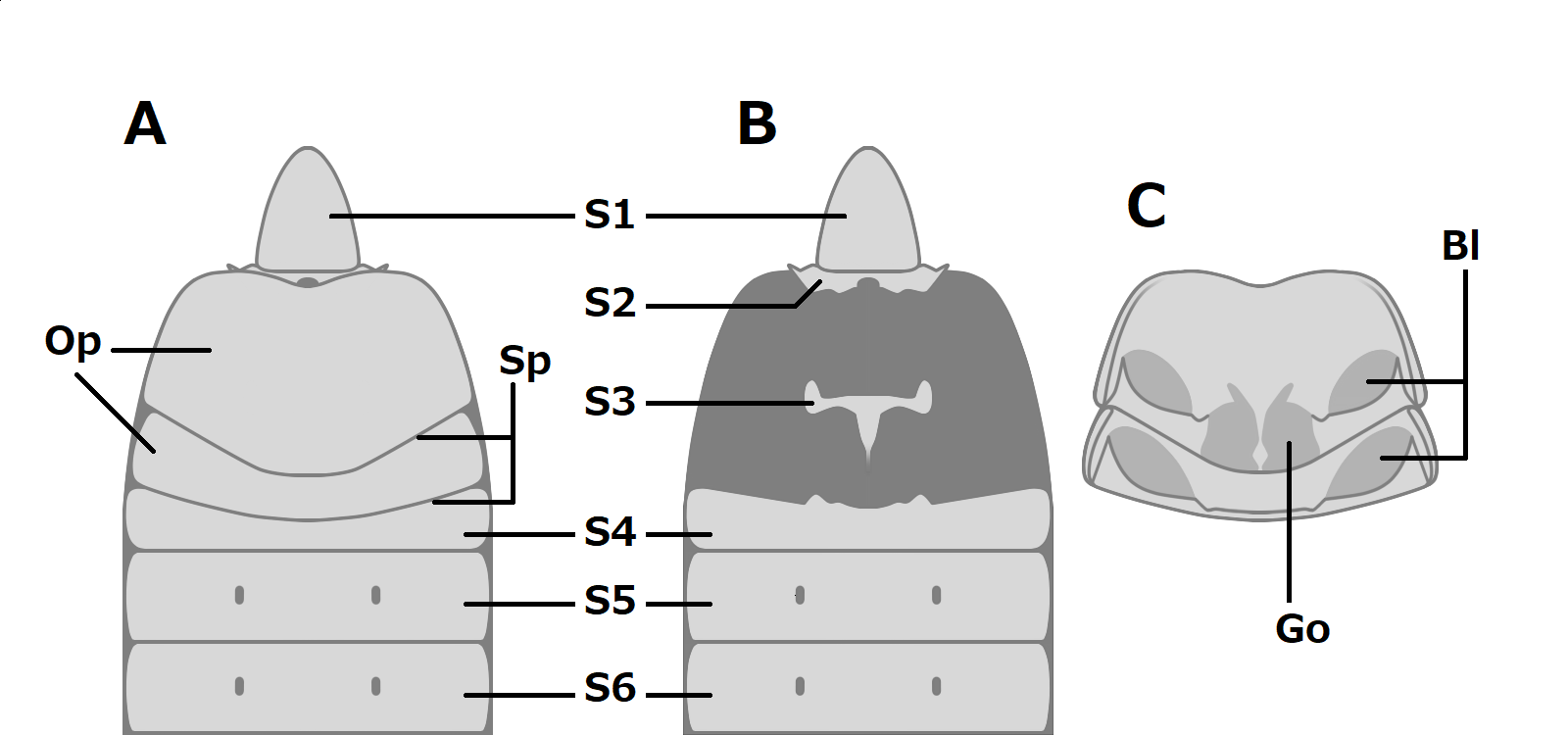
サソリモドキのオスの後体第1-6節の腹面（A：通常の様子、B：蓋板を除去した様子、C：蓋板の内側、Bl：書肺、Go：生殖肢、Op：蓋板、S1-6：後体第1-6節の腹板、Sp：気門）

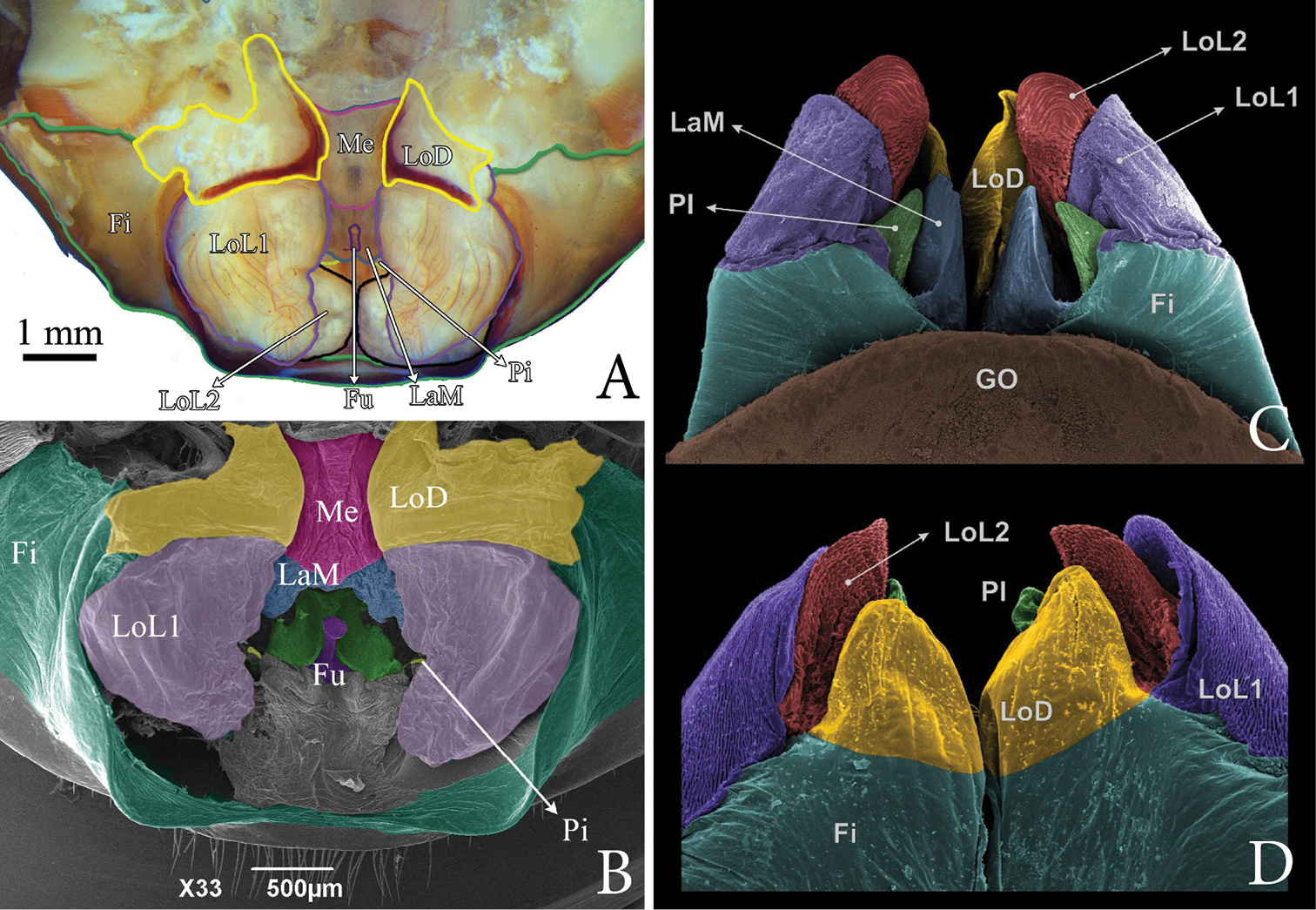
Typopeltis属（A, B）の生殖肢
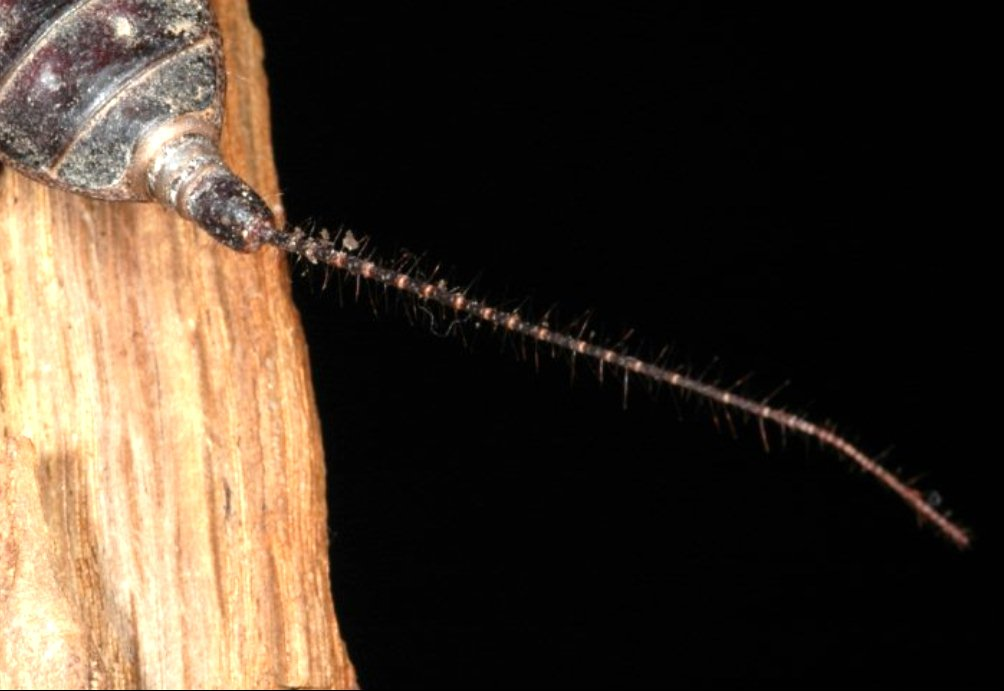
Mastigoproctus giganteus の尾部と尾節

後体（腹部）は12節からなり、多くの節は腹背の外骨格（背板と腹板）にそれぞれ1対の凹み（内突起）がある。第1節はクモほどではないがやや幅狭く、その腹板は縦長い三角形で第4脚の基部の間に差し込んでいる。第2-3節の腹面で腹板に見える2枚の外骨格は腹板ではなく、付属肢由来の蓋板（operculum）であり、それぞれの左右の奥に2対の呼吸器官である書肺をもち、両後縁の気門を通じて空気を出入させる。最初の蓋板は生殖口蓋（genital operculum）といい、中央の奥に生殖口と生殖肢（gonopod）がある。この2節の実際の腹板は退化的で、常に幅広い生殖口蓋の前後に覆われる。生殖肢と第3腹板の形は雌雄によって異なる。
後端の3節は細短い円柱状の尾部（pygidium）となり、先には体長とほぼ同長の鞭状体（flagellum）に特化した尾節（telson）をもち、感覚器官として用いられる。毒腺はないが、1対の分泌腺に繋いだ付け根の両側の開き目から酢酸・カプリル酸の混合物を噴射できる。英名「vinegaroon」（ビネガロン）は、この自衛用の液体が酢（vinegar）のような強烈な匂いを持つことに由来する。

## 生態

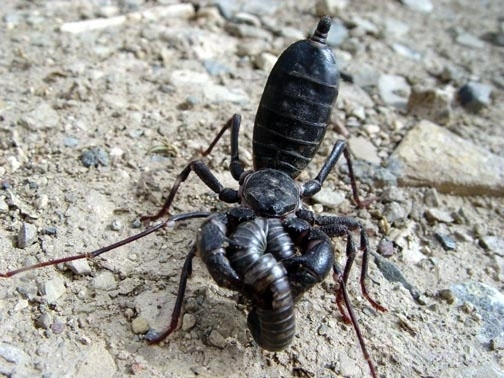
ヤスデを捕食する Mastigoproctus giganteus

夜行性の肉食動物であり、各種の昆虫やヤスデ等の節足動物を捕食する。またミミズ・ナメクジなども餌とすることがあり、Mastigoproctus 属の大型種に至っては小型の脊椎動物を狩ることも確認されている。これらの捕獲された獲物は、触肢の転節にある歯車らしい突起と鋏角で獲物を抑え込み砕きながら、口から直接消化液を分泌して、口外で獲物を一部消化しながら摂食する。
倒木・岩の下など湿った暗い場所を好む。通常は一つの石の下に単独で生息している。刺激を受けると素速く逃げる、或いは触肢を開いて後体を上げて威嚇姿勢を取る。更に刺激を受けた場合は肛門腺から刺激性を持つ液を相手に向けて噴射する。
多くのクモガタ類と同じように、真の交尾は行わず、雄が雌に精包（精莢）を受け渡すことで交接が行われる。繁殖行動はいくつかの種類のみが記載されたが、以下の過程が知られる。
1. 雄は触肢を用いて雌の第1脚を掴み、その先端を自らの鋏角の近くまで置く。
2. 雌は雄の後ろから、触肢を用いて雄の後体を抱く。
3. 雄は精包を排出し、触肢を用いて精包を雌の生殖孔に押し込む。

また、アマミサソリモドキからは、雄同士は闘争行為をもつことが確認されている。

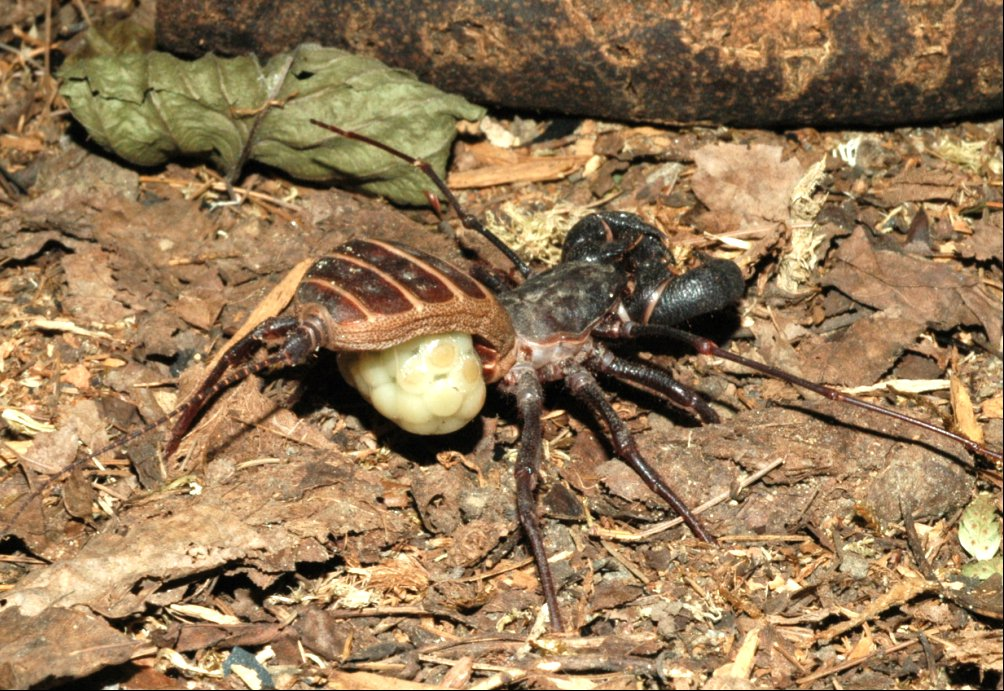
卵を守る Mastigoproctus giganteus の雌

産卵数は35個以下の場合が多く、粘膜によって乾燥から保護されている。雌は孵化するまで絶食して卵を守る。孵化した幼体は白く、吸盤で母体の背に吸着して過ごす。最初の脱皮を終えると成体らしい姿となり、幼体が母体を離れた後に雌は寿命を終える。幼体の成長は遅く、3年で3回の脱皮を経て成体となり、成体となった後も4年程度生きると考えられている。

## 分布
ヨーロッパ・オーストラリア大陸を除く世界各地の熱帯・亜熱帯に分布する。
日本では伊豆諸島の八丈島（人為分布）、九州南部から奄美にかけてアマミサソリモドキ Typopeltis stimpsonii が、沖縄本島から八重山諸島にタイワンサソリモドキ Typopeltis crucifer が分布する。どちらも外見はよく似ており、以前は同一種と考えられていた。天草下島南端の旧牛深市域に生息するアマミサソリモドキは、北限の個体群といわれ、熊本県の天然記念物に指定されている。
本州や四国でも発見例があり、ソテツなどの植樹とともに移入された個体群を起因とする人為的分散と考えられているが、高知県の個体群については海流分散の可能性も指摘されている。

## 分類
ヤイトムシ目とは近縁であり、同じ目とされている時期もあった。Rowland & Cooke (1973)は本目を2科 (Thelyphonidae・Hypoctonidae) に分けたが、Weygoldt (1979)、Haupt & Song (1996)は Hypoctonidae の単系統性は不確かであるとし、Hypoctonidae を亜科として1科に統合した。Dunlop & Horrocks (1996) では Hypoctonidae はヤイトムシ+†Proschizomus の姉妹群とされているが、この際に用いられた化石種 Proschizomus の特徴は非常に不確かなものである。
|        | ウデムシ目                                                      |
|        |                                                                 |
| 有鞭類 | \| \| サソリモドキ目 \| \| \| \| \| \| ヤイトムシ目 \| \| \| \| |
|        | \| \| サソリモドキ目 \| \| \| \| \| \| ヤイトムシ目 \| \| \| \| |
|        | サソリモドキ目                                                  |
|        |                                                                 |
|        | ヤイトムシ目                                                    |
|        |                                                                 |

|  | サソリモドキ目 |
|  |                |
|  | ヤイトムシ目   |
|  |                |

|        | ウデムシ目                                                      |
|        |                                                                 |
| 有鞭類 | \| \| サソリモドキ目 \| \| \| \| \| \| ヤイトムシ目 \| \| \| \| |
|        | \| \| サソリモドキ目 \| \| \| \| \| \| ヤイトムシ目 \| \| \| \| |
|        | サソリモドキ目                                                  |
|        |                                                                 |
|        | ヤイトムシ目                                                    |
|        |                                                                 |

|  | サソリモドキ目 |
|  |                |
|  | ヤイトムシ目   |
|  |                |

サソリモドキ目は姉妹群であるヤイトムシ目と共に有鞭類（Uropygi）を構成し、ウデムシ目と共に脚鬚類（Pedipalpi）をなす。この分類群はクモ目の姉妹群となり、更に四肺類（Tetrapulmonata）を構成する。サソリモドキのこれらのクモガタ類との共通点は、後体第2-3節に配置される2対の書肺、折りたたみナイフ型の鋏角、歩脚の基節と転節の構造、ウデムシやヤイトムシと同様に感覚器官に特殊化した第1脚・繊毛のある鋏角の牙状節・3節に細分される歩脚の跗節と捕脚状の触肢をもち、ウデムシと同様の単眼配置、などが挙げられる。

### 下位分類

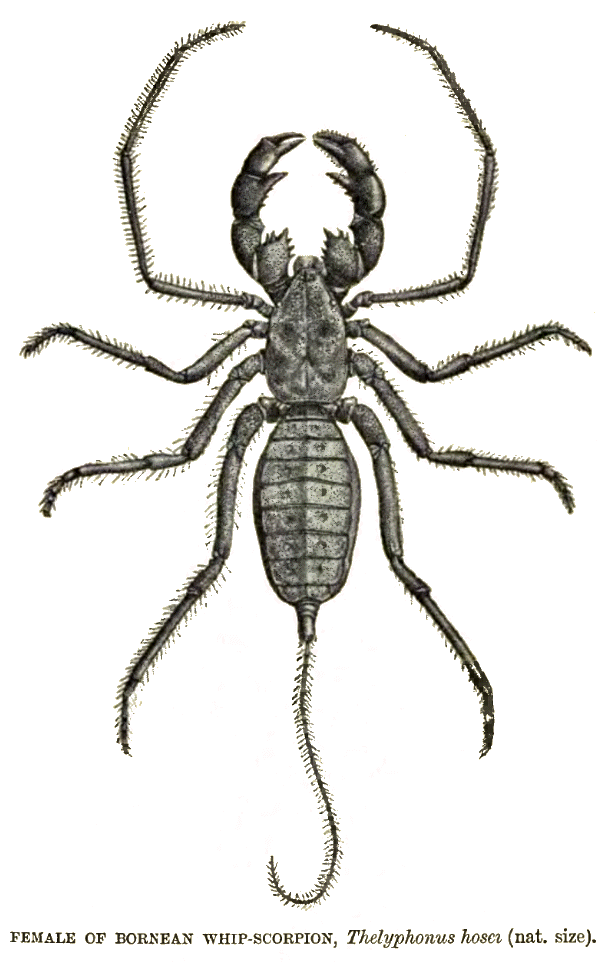
Thelyphonus doriae hosei

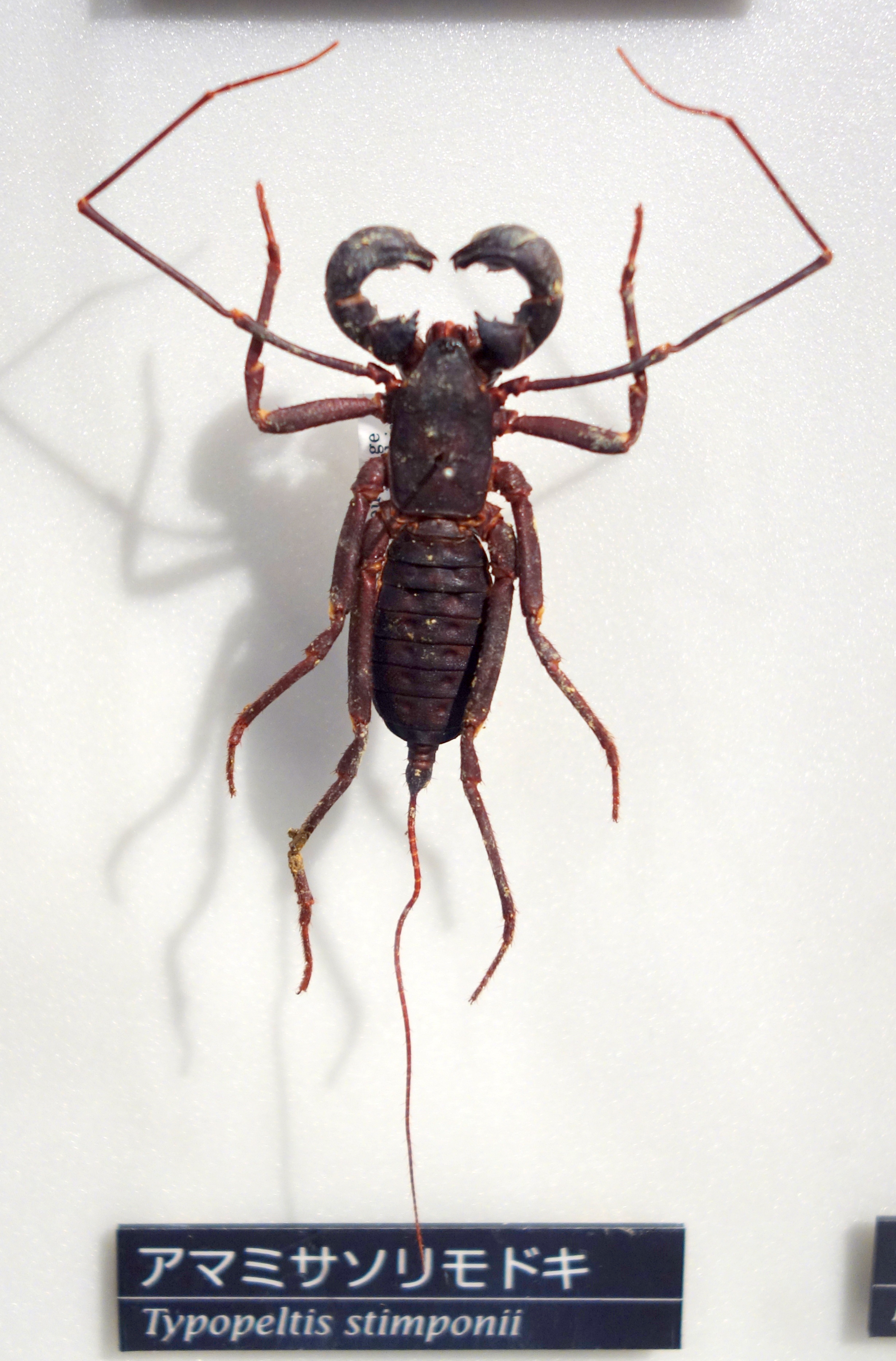
アマミサソリモドキ Typopeltis stimpsoni

2006年の時点で100を超える種が知られている。現生種は全てサソリモドキ科（Thelyphonidae）に属し、4つの亜科に分かれる。また、従来が1種2亜種として記載された Mastigoproctus giganteus は、2018年の再検証により7種に分かれていた。
- サソリモドキ科 Thelyphonidae Lucas, 1835
  - Hypoctoninae Pocock, 1899 - 以前はマルヘリサソリモドキ科Hypoctonidaeとされた[3]。
    - Etienneus Heurtault, 1984 - Etienneus africanus 1種のみ。アフリカに分布する唯一のサソリモドキで、ゴンドワナ種であると考えられる[27]。
    - Hypoctonus Thorell, 1888 - 19種。主にミャンマー。
    - Labochirus Pocock, 1894 - 4種。インド・スリランカ。
    - Thelyphonellus Pocock, 1894 - 3種。中南米。

  - Mastigoproctinae Speijer, 1933
    - Mastigoproctus Pocock, 1894 - 約16種。主に中南米。
    - Mimoscorpius Pocock, 1894 - フィリピンに分布する Mimoscorpius pugnator のみ[28]。
    - Uroproctus Pocock, 1894 - インド・バングラデシュに分布する Uroproctus assamensis のみ。

  - Thelyphoninae Lucas, 1835 - 東-東南アジア・メラネシア。
    - Abaliella Strand, 1928 - 6種
    - Chajnus Speijer, 1936 - 1種
    - Ginosigma Speijer, 1936 - 2種
    - Glyptogluteus Rowland, 1973 - 1種
    - Minbosius Speijer, 1933  - 2種
    - Tetrabalius Thorell, 1888 - 6種
    - ジャワサソリモドキ属[29] Thelyphonus Latreille, 1802 - 約30種
      - ジャワサソリモドキ Thelyphonus caudatus

  - Typopeltinae Rowland & Cooke, 1973
    - サソリモドキ属[29] Typopeltis Pocock, 1894 - 東-東南アジアに約12種。日本に生息するサソリモドキは、この属の内2種のみである。
      - アマミサソリモドキ Typopeltis stimpsonii
      - タイワンサソリモドキ Typopeltis crucifer
- 化石種
  - † Geralinura Scudder, 1884 - ヨーロッパ・石炭紀後期より6種。
  - † Mesoproctus Dunlop, 1998 - ブラジル・白亜紀前期より1種。
  - † Proschizomus Dunlop & Horrocks, 1996 イギリス・石炭紀後期より1種。

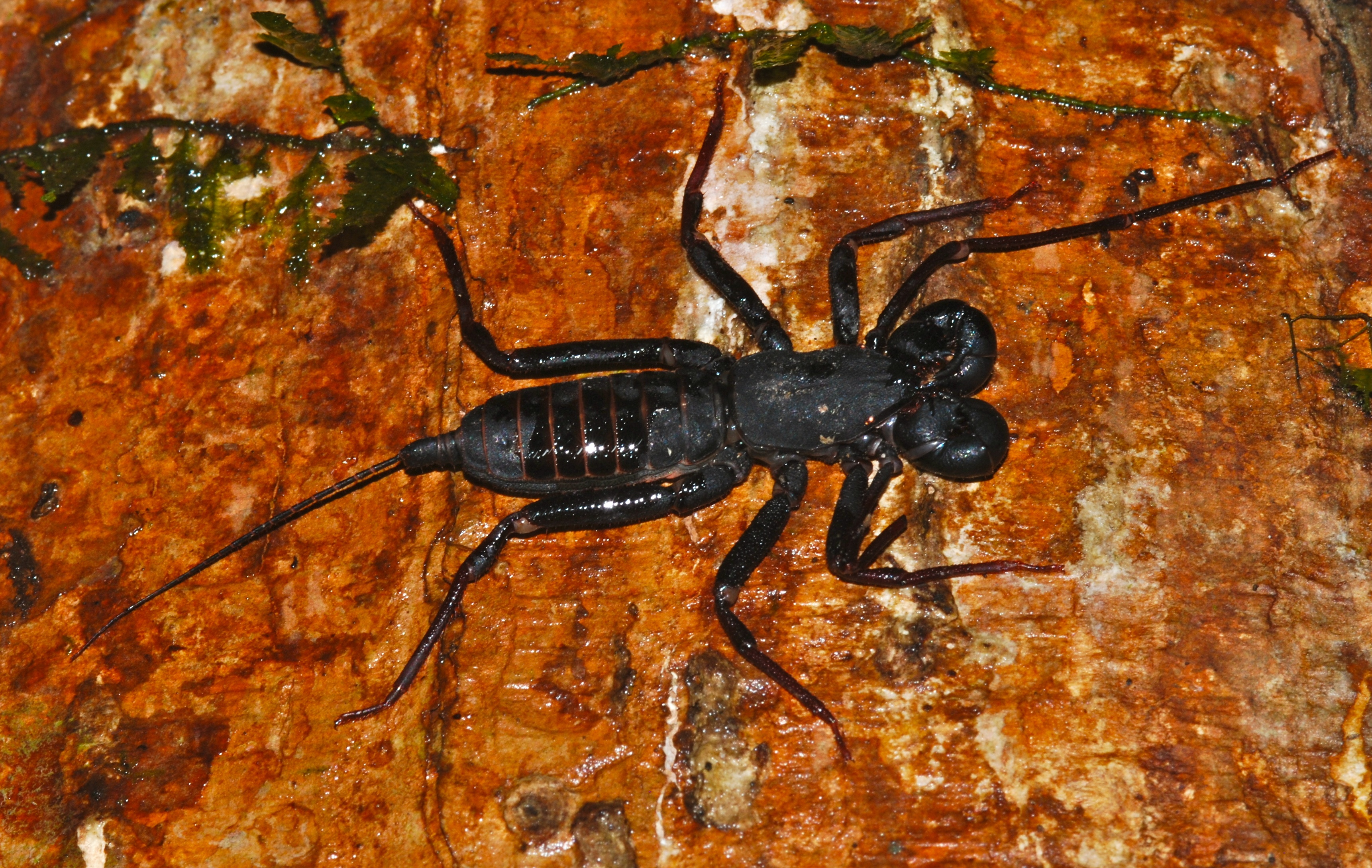
Hypoctonus sp.
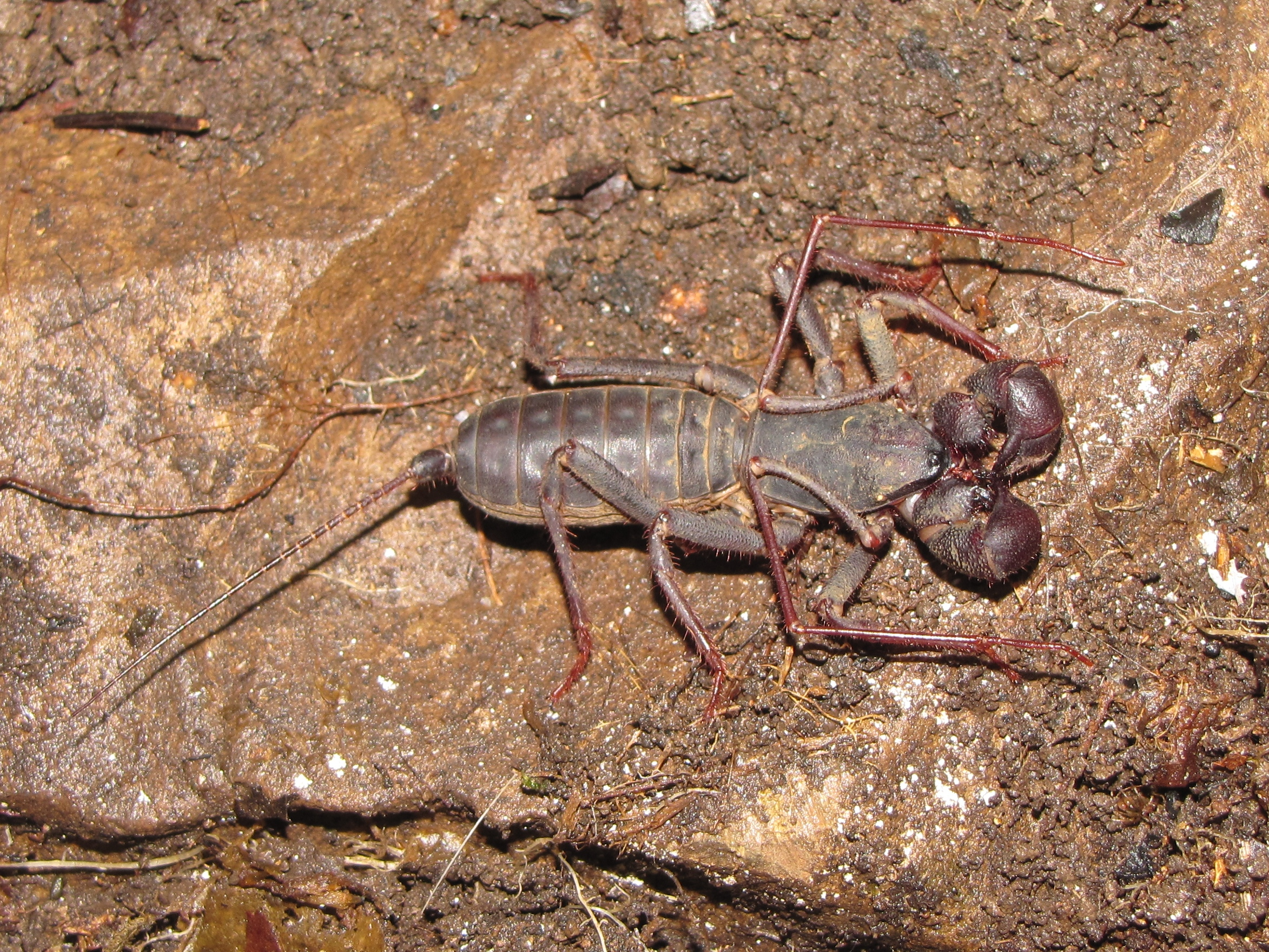
Mastigoproctus giganteus
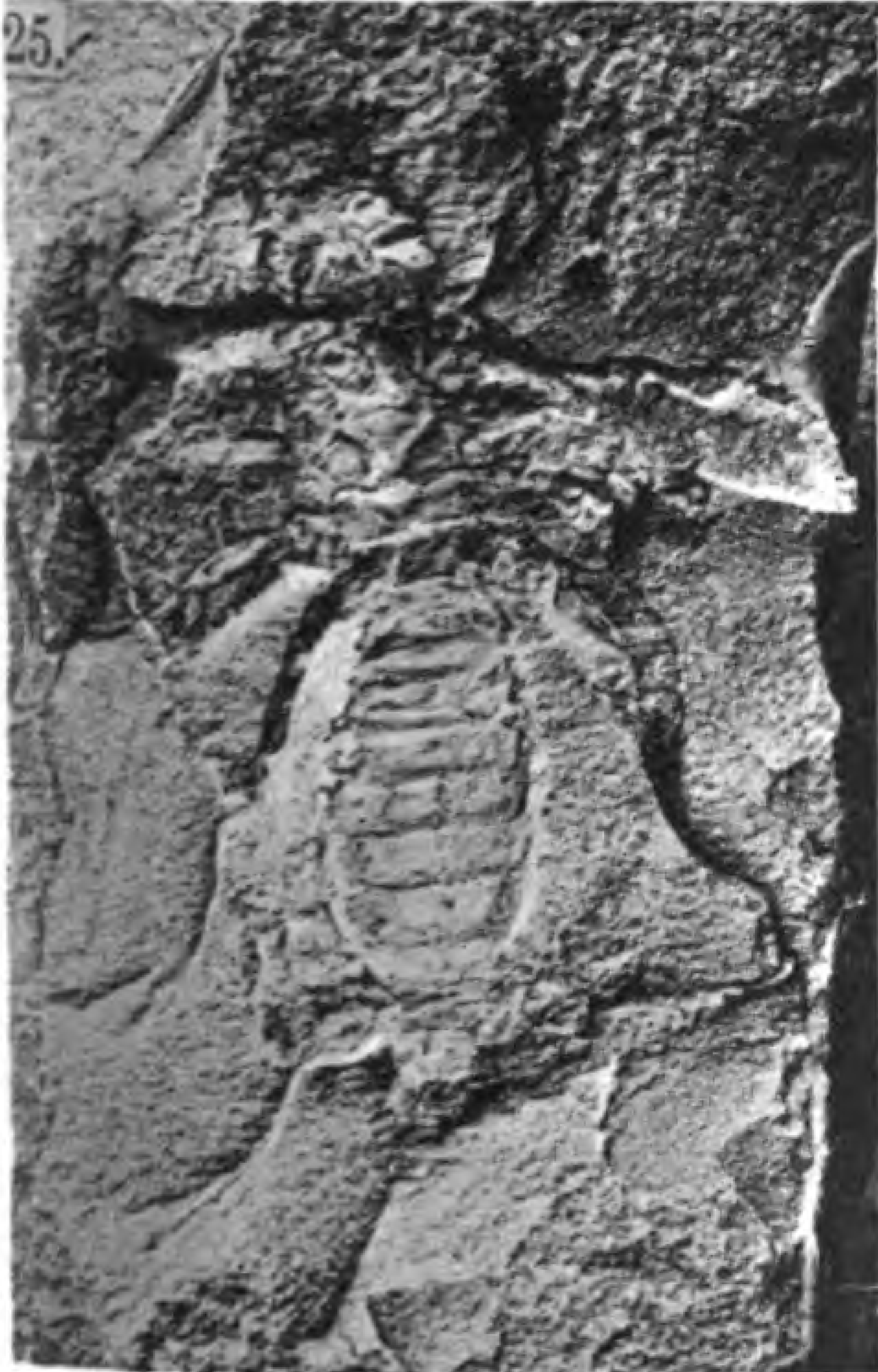
Geralinura

## 人間との係わり
通常家屋内に侵入することはなく、日常生活で見掛けることもない。ただし、刺激を受けた際に肛門腺から噴出する液には強い刺激性があり、人間の皮膚に触れたり目に入ると火傷のような皮膚炎や角膜炎等を起こす恐れがある為、有害な生物として認識される。しかし、積極的に自分から人間を襲う事はない。
同じクモガタ類のクモやサソリに対し、民俗文化的な事物として注目される事もなく人間の生活との係わりはほとんどない動物だが、外国産の大型クモ類や甲虫類と同様に観賞用に飼育されることがある。

### 飼育
成体はテラリウムで飼育できるが、湿度を保つことが重要である。水分補給のために、床材の一角を濡らしておくか、溺れない程度の深さの水入れが必要となる。温度は 20–25 °C、床材はココヤシ繊維など、体表に付着しない素材が望ましい。床材に潜る性質があるため、重い物を入れる際は注意すべきである。
餌は Eublaberus 属・Blaberus 属などのゴキブリや、後脚を除去したコオロギが用いられる。幼体には、コオロギの幼虫や無翅ショウジョウバエが利用できる。餌は週に数回食べる。
餌の与え過ぎなどでコナダニが発生して、気門を塞ぐことがある。外骨格は傷つきやすく、傷口からノミバエやダニが侵入することがあるため、丁寧に扱うことが推奨される。餌の食べ残しなどはできるだけ速やかに回収した方が良い。

## 関連条目
- 有鞭類
  - ヤイトムシ
  - ウデムシ